# 熱帶風暴鴻雁 (2017年)
熱帶風暴鴻雁（英語：Tropical Storm Kirogi，國際編號：1725，聯合颱風警報中心：WP312017，菲律賓大氣地球物理和天文服務管理局：Tino）是2017年太平洋颱風季第25個被命名的熱帶氣旋。「鴻雁」一名由北韓提供，是一種候鳥，雁群於秋天飛抵朝鮮，然後於早春北飛遠方。雁群於朝鮮的出沒模式與颱風相類似。

## 發展過程
鴻雁發展於菲律賓東方海面，形成可追朔至15日，當時美国全球預報模式、歐洲中期天氣預報中心、英國氣象局、加拿大气象局及臺灣中央氣象局的數值預報模式模擬此系統穿越菲律賓後會形成熱帶氣旋，隨後，日本氣象廳及中央氣象局皆在翌日晚上8時的天氣圖上標記為熱帶性低氣壓，其所處海域風切低，加上29度攝氏的海面温度，利於此系統的發展，不久後中国国家气象中心將此系統升格為熱帶低壓，並預測此系統會進入越南南部，翌日凌晨0時日本氣象廳對此系統發出烈風警報，5小時後聯合颱風警報中心對此系統發出熱帶氣旋形成警報，並在同日晚上10時將此系統生格為熱帶性低氣壓，給予編號「WP312017」，同時香港天文台跟進，國家氣象中心翌日5時14分率先將其升格為熱帶風暴，而日本氣象廳在56分鐘後跟隨，給予國際編號｢1725｣，命名為｢鴻雁｣，中央氣象局在3個多小時後將鴻雁升格為輕度颱風，數分鐘後香港天文台將此系統升格為熱帶風暴，隨後在同日晚上11時鴻雁開始向西南移動，行經海域的海面溫度下降使鴻雁的強度開始減弱，日本氣象廳、中央氣象局及香港天文台在19日3時將鴻雁降格為熱帶性低氣壓，兩小時後鴻雁恢復向西移動，國家氣象中心在同日下午2時42分將鴻雁降格為熱帶低壓，隨後於3時40分登陸於越南宁顺省，並在一天內消散。
中國國家氣象中心在2018年5月1日發佈的「2017年熱帶氣旋最佳路徑數據」中，把鴻雁的強度從每秒20米（每小時70公里）下調至每秒18米（每小時65公里），並把鴻雁的中心氣壓上調至1000百帕斯卡。

## 影響

### 菲律賓
當地發出之最高風暴信號：一號風暴信號
隨者該系統在菲律賓境內增強為熱帶低氣壓，大氣地球物理和天文服務管理局在11月17日上午11時發出一號風暴信號，當時鴻雁位於普林塞薩港東南方245公里，在12小時後取消所有風暴信號，當時鴻雁移至普林塞薩港西北西方155公里。

### 中國大陸
當地發佈之最高颱風預警信號： 颱風藍色預警信號
儘管鴻雁環流小，且預估鴻雁距離海南岛最近仍有700公里，但国家气象中心仍在18日10時發出颱風藍色預警信號，當時鴻雁位於永暑礁東北方245公里。

## 熱帶氣旋警告使用紀錄

### 菲律賓
| 菲律賓大氣地球物理和天文服務管理局 風暴信號 | 菲律賓大氣地球物理和天文服務管理局 風暴信號 | 菲律賓大氣地球物理和天文服務管理局 風暴信號 |
| ------------------------------------------- | ------------------------------------------- | ------------------------------------------- |
| 上一熱帶氣旋                                | 一號風暴信號                                | 下一熱帶氣旋                                |
| 熱帶風暴海葵                                | 一號風暴信號                                | 熱帶風暴啟德                                |

### 中國大陸
| 国家气象中心 颱風預警信號 | 国家气象中心 颱風預警信號 | 国家气象中心 颱風預警信號 |
| ------------------------- | ------------------------- | ------------------------- |
| 上一熱帶氣旋              | 颱風藍色預警信號          | 下一熱帶氣旋              |
| 强熱帶風暴海葵            | 颱風藍色預警信號          | 颱風天秤                  |

## 外部連結
| 太平洋颱風季             |
| 主題頁 - 專題 - 編輯指南 |

- （英文）颱風2000：各氣象部門對鴻雁的預測路徑集合 （页面存档备份，存于）
- （英文）美國太空總署：相關資料
- （日語）日本氣象廳：數位颱風網資料（日文版 （页面存档备份，存于）、英文版 （页面存档备份，存于））、1725最佳路徑數據（日文版 （页面存档备份，存于）、英文版）、2017年熱帶氣旋最佳路徑圖（日文版 （页面存档备份，存于）、英文版 （页面存档备份，存于））、2017年熱帶氣旋最佳路徑數據 （页面存档备份，存于） （页面存档备份，存于）
- （英文）美國聯合颱風警報中心：31W最佳路徑數據 （页面存档备份，存于）、最佳路徑圖 （页面存档备份，存于） （页面存档备份，存于）
- （英文）美國海軍研究實驗室：31W檔案 （页面存档备份，存于）
- （简体中文）中國國家氣象中心：2017年熱帶氣旋最佳路徑數據 （页面存档备份，存于）
- （繁體中文）臺灣交通部中央氣象局：颱風資料庫——轻度台风鸿雁 （页面存档备份，存于） （页面存档备份，存于）
- （繁體中文）香港天文台：2017年11月熱帶氣旋概述 （页面存档备份，存于）、實時天氣稿（11月15日 （页面存档备份，存于）－16日 （页面存档备份，存于）－17日 （页面存档备份，存于）－18日 （页面存档备份，存于）－19日 （页面存档备份，存于））
- （英文）菲律賓大氣地球物理和天文管理局：熱帶氣旋發佈存檔 （页面存档备份，存于）、《2017年熱帶氣旋路徑年報》 （页面存档备份，存于）